# Somali Yacht Club
Somali Yacht Club – ukraiński zespół rockowy założony w 2010 we Lwowie. Grupa wykonuje muzykę łączącą elementy stoner rocka, rocka psychodelicznego i post-metalu. Od 2021 związana jest z francuską wytwórnią Season of Mist.

## Historia
Zespół powstał w 2010, kiedy Mezk (wokal, gitara), Artur (gitara basowa) i Lesyk (perkusja) poznali się za pośrednictwem internetowego forum muzycznego. Po serii wspólnych prób muzycy zdecydowali się na utworzenie stałego składu. Nazwa Somali Yacht Club została zaczerpnięta z relacji dotyczącej piractwa u wybrzeży Somalii i miała symbolizować kontrast między brutalną rzeczywistością piratów a luksusowym stylem życia bywalców klubów jachtowych.
W 2014 grupa wydała debiutancki album The Sun we współpracy z niemiecką wytwórnią Bilocation Records. Po wydaniu drugiego albumu The Sea w 2018, Somali Yacht Club występował m.in. w Grecji, na Węgrzech, w Polsce, Niemczech, Austrii, Wielkiej Brytanii oraz Australii, a także wzięła udział w trasie koncertowej z zespołem Stoned Jesus.
W 2021 zespół podpisał kontrakt z francuską wytwórnią Season of Mist, która ponownie wydała albumy The Sun oraz The Sea. Trzeci album studyjny, zatytułowany The Space, ukazał się 22 kwietnia 2022. W związku z rosyjską inwazją na Ukrainę zespół poinformował, że wszystkie przychody z tego wydawnictwa zostaną przekazane członkom zespołu i ich rodzinom, a zyski z całego 2022 zostaną przeznaczone na cele charytatywne związane z pomocą dla Ukrainy.

## Dyskografia

### Albumy studyjne
- The Sun (2014)
- The Sea (2018)
- The Space (2022)[1][10]

### Minialbumy
- Sandsongs (2011)[1]